# Celeste Loots
Celeste Loots (Cabo Occidental, 5 de septiembre de 1996) es una actriz sudafricana conocida por interpretar a Lily Williams en las películas Home Affairs: A Christmas Tale (2020) y Home Affairs: A Love Story (2021). También interpretó a Kaya en la serie One Piece (2023).

## Primeros años
Loots habla inglés y afrikáans. Recibió mayor atención nacional en 2020 por su papel de Lily Williams en la película para televisión Home Affairs: A Christmas Tale. Al año siguiente, volvió a interpretar el mismo papel en la secuela Home Affairs: A Love Story. Ambas películas se emitieron en DStv. A mediados de 2022, se anunció que asumiría el papel de Miss Kaya en la serie para Netflix One Piece.

## Filmografía
- 2020: Home Affairs: A Christmas Tale (telefilme).
- 2021: Home Affairs: A Love Story (telefilme).
- 2022: Sporadies Nomadies (cortometraje)
- 2022: The Date (filme)
- 2023: One Piece (serie)